# Ant-Man (película)
Ant-Man (titulada Ant-Man: el hombre hormiga en Hispanoamérica) es una película de superhéroes estadounidense de 2015 basada en los personajes homónimos de Marvel Comics Scott Lang y Hank Pym. Producida por Marvel Studios y distribuida por Walt Disney Studios Motion Pictures, es la duodécima película del Universo cinematográfico de Marvel (UCM). La película es dirigida por Peyton Reed, con un guion de los equipos de guionistas de Edgar Wright y Joe Cornish, y Adam McKay y Paul Rudd. La protagoniza Rudd como Scott Lang / Ant-Man, junto a Evangeline Lilly, Abby Ryder Fortson, Corey Stoll, Bobby Cannavale, Michael Peña, Tip "T.I." Harris, Anthony Mackie, Wood Harris, Judy Greer, David Dastmalchian, y Michael Douglas como Hank Pym. En Ant-Man, Lang debe ayudar a defender la tecnología de reducción de Pym y planear un robo con ramificaciones globales.
El desarrollo de Ant-Man comenzó en abril de 2006, con la contratación de Wright para dirigir y coescribir con Cornish. Para abril de 2011, Wright y Cornish habían terminado tres borradores del guion y Wright filmó escenas de prueba para la película en julio de 2012. La preproducción inició en octubre de 2013, luego de haberse detenido para que Wright pudiera terminar The World's End. El casting comenzó en diciembre de 2013, contratando a Rudd para interpretar a Lang. En mayo de 2014, Wright abandonó el proyecto, citando diferencias creativas, aunque igualmente recibió crédito de guion e historia con Cornish, así como un crédito de productor ejecutivo. El mes siguiente, Reed fue incluido para reemplazar a Wright, mientras que McKay fue contratado para contribuir al guion con Rudd. El rodaje se llevó a cabo entre agosto y diciembre de 2014 en San Francisco y Metro Atlanta.
Ant-Man tuvo su premier mundial en Los Ángeles el 29 de junio de 2015, y se estrenó en los Estados Unidos el 17 de julio de 2015, en 3D y IMAX 3D. Recaudó más de $519 millones mundialmente, y fue bien recibida por la crítica, que elogió la menor escala de la película comparada a entregas anteriores del UCM, así como el elenco (en particular Rudd, Peña, Lily y Douglas), humor, y escenas generadas por computadora. Una secuela, titulada Ant-Man and the Wasp, se estrenó el 6 de julio de 2018.

## Argumento
En 1989 mientras se realizaba la construcción del edificio Triskelion, el científico Hank Pym (el Ant-Man original), en una reunión con Howard Stark, Peggy Carter y el entonces director Mitchell Carson, renuncia a S.H.I.E.L.D. tras descubrir que la organización intentó duplicar su tecnología de reducción. Pym creyendo que su tecnología es muy peligrosa en manos equivocadas, se compromete a llevarse el secreto a la tumba.
En la actualidad, varios meses después de los acontecimientos en Sokovia, la hija de Pym, Hope van Dyne, y su ex protegido, Darren Cross, lo han obligado a abandonar su compañía, Pym Technologies. Cross está cerca de perfeccionar un traje de encogimiento, el Yellowjacket, cosa que horroriza a Pym.
Tras su liberación de la prisión, el exladrón e ingeniero eléctrico Scott Lang se muda con su viejo compañero de celda, Luis, quien le presenta a Dave y a Kurt. Lang visita a su hija Cassie sin previo aviso y es regañado por su exesposa Maggie, quien ahora está comprometida con el detective Paxton, por no proporcionar manutención de su hija. Maggie se compromete a conceder los derechos de visita de Lang si puede enderezar con éxito su vida. Incapaz de mantener un trabajo debido a su expediente criminal, Lang acuerda ayudar a Luis, Dave y a Kurt para cometer un robo. Lang entra en una casa y rompe la caja fuerte, pero solo encuentra lo que cree ser un viejo traje de motocicleta, que se lleva a casa. Después de probar el traje, Lang accidentalmente se encoge hasta el tamaño de un insecto. Aterrorizado por la experiencia, devuelve el traje a la casa, pero es detenido por la policía al salir. Pym, quien resulta ser el propietario, visita a Lang en la cárcel donde está y contrabandea el traje en su celda con la ayuda de las hormigas para ayudarlo a salir del lugar.
Pym, quien manipuló a Lang, a través de Luis, para robar el traje como una prueba, quiere que Lang se convierta en el nuevo Ant-Man y así robar el traje Yellowjacket de Cross. Se muestra que Hope realmente espiaba a Cross, y después de descubrir sus intenciones, ella y Pym entrenan Lang para luchar y controlar a las hormigas. Pym le revela a Hope, quien albergaba un resentimiento hacia él por la muerte de su madre, Janet Van Dyne, que esta última era conocida como la Avispa, y que desapareció en un reino cuántico subatómico mientras incapacitaba un misil nuclear soviético años atrás. Pym le advierte a Lang que podría sufrir un destino similar si anula el regulador de su traje. Lang es enviado a robar un dispositivo, que ayudará a su plan, que está en una de las viejas bodegas abandonadas de Howard Stark al norte de Nueva York sin saber que ese lugar ahora es el complejo de los Vengadores; una vez allí pelea brevemente contra Sam Wilson y logra conseguir el dispositivo; tras el combate y posterior escape de Scott del complejo de los Vengadores, Sam informa por radio que sería bueno que nadie le informase al Cap sobre lo que pasó, ya que sería bastante humillante para su historial.
Cross perfecciona el Yellowjacket y organiza una ceremonia de inauguración en la sede de Pym Technologies. Lang, junto con su equipo y un enjambre de hormigas voladoras, se infiltra en el edificio durante el evento, sabotea los servidores de la compañía y coloca explosivos. Cuando intenta robar el Yellowjacket, él, Pym y Hope, son capturados por Cross, quien tiene la intención de vender los trajes de Yellowjacket y el de Ant-Man a Hydra. Lang se libera y con la ayuda de Hope despachan a la mayoría de los agentes de Hydra, aunque uno de ellos, quien resulta ser Carson, huye con un vial de partículas de Cross y le disparan a Pym. Lang persigue a Cross, mientras los explosivos detonan, implotando el edificio mientras que Pym y Hope escapan.
Cross viste el Yellowjacket y ataca a Lang antes de que este sea arrestado por Paxton. Cross toma a Cassie como rehén para atraer a Lang a otra pelea. Lang anula su regulador y se encoge hasta el tamaño subatómico para penetrar el traje de Cross y sabotearlo para que se encoja incontrolablemente, matando a Cross. Lang desaparece en el reino cuántico, pero logra revertir los efectos y regresa al mundo macroscópico. Agradecido por el heroísmo de Lang, Paxton lo cubre para mantenerlo fuera de la prisión. Viendo que Lang sobrevivió y regresó del reino cuántico, Pym se pregunta si es posible que su esposa podría estar viva también y empieza a investigar más sobre el asunto. Más tarde, Lang se encuentra con Luis, quien le dice que Sam Wilson lo está buscando.
En una escena a mitad de los créditos, Hope se alegra cuando Pym le ofrece un traje prototipo actualizado de la Avispa que él y su esposa Janet —quien nunca lo usó— crearon tiempo atrás y que ahora es tiempo de terminarlo.
En una escena poscréditos, Sam Wilson y Steve Rogers tienen en custodia a Bucky Barnes y discuten qué hacer. Incapaces de contactar a Tony Stark ya que los acuerdos se lo impiden no saben que hacer y que ahora están solos, sin embargo Wilson afirma que sabe de alguien que los puede ayudar.
Al terminar, aparece un anuncio diciendo que "Ant-Man regresará".

## Reparto

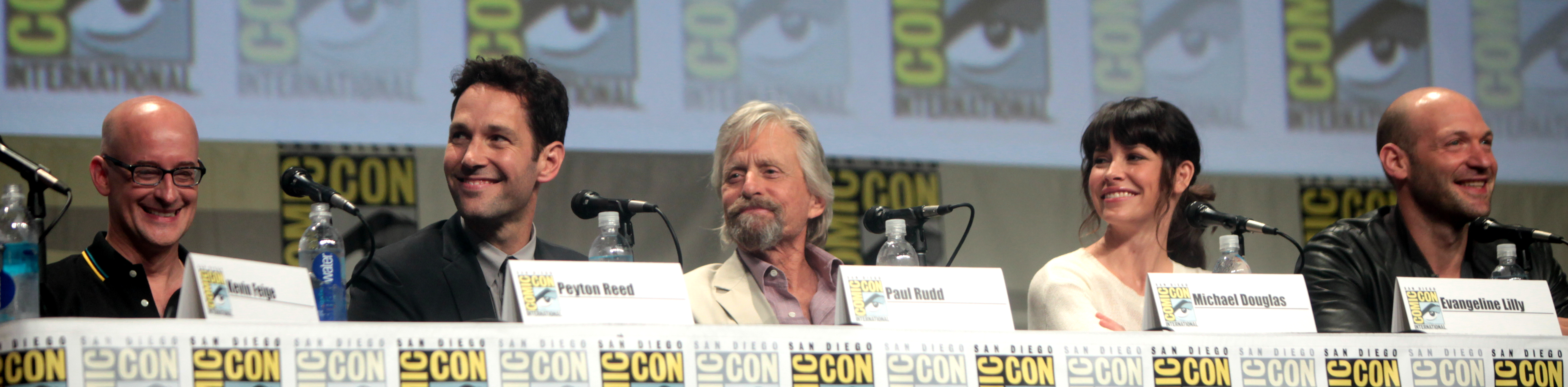
(I-D) Peyton Reed (director), Paul Rudd, Michael Douglas, Evangeline Lilly, y Corey Stoll en la Comic-Con de San Diego de 2014.

- Paul Rudd como Scott Lang / Ant-Man: Un exingeniero en sistemas en VistaCorp y delincuente menor que adquiere un traje que le permite reducir su tamaño pero aumentar su fuerza.[8][9][10][11][12] En cuanto a la selección de Rudd, el productor Kevin Feige dijo, "Ver ese origen del pequeño ladrón que se encuentra con un traje e intenta hacer el bien, y luego ver a alguien como Paul Rudd, que puede hacer cosas un poco desagradables como irrumpir en las casas de la gente y aun así ser encantador, que recibe el aliento de uno y cuya redención será satisfactoria."[9] El director Peyton Reed comparó a Lang con el personaje de George Clooney Danny Ocean de Ocean's Eleven, diciendo, "Es el tipo que intenta hacerse una vida nueva y redimirse." Para ponerse en forma para el papel, Rudd trabajó con entrenadores y quitó el alcohol, la comida frita y los carbohidratos de su dieta.[13] Rudd declaró que en preparación para el papel, "básicamente no comí nada por alrededor de un año [...] Tomé el enfoque Chris Pratt de entrenar para una película de acción. Elimina todo lo divertido por un año y podrás interpretar a un héroe."[14] Rudd firmó un contrato de múltiples películas con Marvel, que según Feige eran "tres [películas]-más-más para aparecer en otras cosas."[15]

- Evangeline Lilly como Hope Van Dyne: La hija de Hank Pym y Janet Van Dyne y un miembro principal de la junta de Pym Technologies, que ayuda a Darren Cross a apoderarse de la compañía.[16][17][18][19][20] A lo largo de la película, la progresión del personaje la acerca a convertirse en una heroína.[21] Lilly describió a su personaje como "capaz, fuerte, y ruda", pero dijo que ser criada por dos superhéroes resultó en que Hope sea "un humano bastante dañado [...] y el mensaje claro que envía mi nombre es que no me agrada mucho mi padre, así que tomé el nombre de mi madre."[22] Añadió que el "arco [de Van Dyne] en la película es intentar encontrar una relación" con Pym.[13] Originalmente elegida por Wright, Lilly estaba reticente a aceptar el papel luego de que él abandonara el proyecto, hasta que leyó el guion revisado y tuvo la chance de reunirse on Reed.[18] Feige dijo que Van Dyne era la opción más obvia para recibir el manto de Ant-Man, siendo "infinitamente más capaz de ser un superhéroe" que Lang, y que la razón de que eso no suceda es debido a la experiencia de Pym con la pérdida de su esposa, en vez de por sexismo, que según Feige no sería un problema para Pym en la actualidad. Lilly firmó un contrato de múltiples películas con Marvel.[23]

- Corey Stoll como Darren Cross / Yellowjacket: Un antiguo protegido de Pym, que se apodera de la compañía de su mentor y militariza una versión similar a la tecnología de Ant-Man para crear el traje Yellowjacket.[17][19][24][25] Stoll describió al traje como "la siguiente generación del traje de Ant-Man", con un aspecto más pulcro y militarista como "si Apple hubiera diseñado un traje de batalla."[26] En cuanto a su personaje, el actor dijo que Cross era más como Hank Pym que "Thanos o Loki, que son villanos que lo saben", ya que Cross es un "científico brillante, que no es puro éticamente" con tonos de gris.[27] A diferencia de Rudd, que usó un traje práctico como Ant-Man, Stoll usó un traje de captura de movimiento al interpretar a Yellowjacket. Reed explicó que esta decisión se tomó al principio, cuando crear y filmar con un traje real de Yellowjacket fue poco práctico.[28]

- Bobby Cannavale como Paxton: Un oficial del Departamento de Policía de San Francisco que está comprometido con Maggie, exesposa de Lang.[20][29] Cannavale afirmó que Rudd y McKay lo convencieron de unirse a la película durante el proceso de reescritura antes de que Marvel se le acercara, diciendo, "Ellos inflaron [mi] papel un poco [...] En realidad fui de buena fe [a tomar el papel] porque son tan reservados [en Marvel] sobre el guion. Solo confié en ellos." También añadió que el proceso se sintió como una película independiente en vez de una superproducción a gran escala, y que pudo improvisar con frecuencia junto con los otros actores.[29] Patrick Wilson fue inicialmente elegido para el papel,[30] antes de abandonar la película por conflictos de agenda debido al atraso del rodaje.[31]

- Michael Peña como Luis: El antiguo compañero de celda de Lang y un miembro de su equipo.[32][33] Peña afirmó que modeló el estilo vocal y la actitud positiva ante la vida de Luis basado en "un amigo de un amigo", diciendo, "Así es como habla y su cadencia. Tiene esta sonrisa todo el tiempo y no le importa. Es el tipo al que le preguntas '¿Oye, qué hiciste el fin de semana?' y te dice 'Fui a la cárcel, hermano' con una sonrisa en el rostro. No mucha gente hace eso. No mucha gente piensa la vida en esos términos."[34] Peña firmó un contrató con Marvel por tres películas.[35]

- Tip "T.I." Harris como Dave:[36][37] Un miembro del equipo de Lang,[32] Harris describió a Dave como el "homeboy" de Lang.[38] Harrys también reveló que no se le permitió leer el guion entero, explicando que "Solo te entregan escenas mientras avanza la película, y cuando haces eso, es como un lienzo vacío, 'Esto es lo que haré para esta escena', y puedes recordar actuaciones previas y ser consistente con eso. Tienes a tu alrededor la energía que el ensamble creó, que contribuye al panorama de la vista final de en qué se ha convertido tu personaje, y cuál es su propósito en la historia."[39]

- Anthony Mackie como Sam Wilson / Falcon: Un Vengador que es un ex pararrescatista entrenado por el ejército en combate aéreo usando una mochila alada específicamente diseñada.[40] Sobre la inclusión de Falcon, Reed dijo que no fue solo para que esté el personaje, sino que "servía a un punto de la trama; un propósito de nuestra historia" y les permitió mejorar los montajes de Peña, que escribieron los guionistas de producción Gabriel Ferrari y Andrew Barrer,[41] añadiendo también que Falcon "parecía el personaje correcto, no un personaje principal como Iron Man o Thor, sino el nivel correcto de héroe."[42] Rudd y McKay decidieron incluir a Falcon después de ver Captain America: The Winter Soldier.[43]

- Wood Harris como Gale:[36][37] Un oficial de policía y el compañero de Paxton.

- Judy Greer como Maggie: la distanciada exesposa de Lang.[36][37][44]

- David Dastmalchian como Kurt:[36][37] Un miembro del equipo de Lang.[32] Dastmalchian, que es estadounidense, trabajó con la actriz Isidora Goreshter para aprender a hablar en el acento ruso de su personaje. Dastmalchian dijo que "tenía esta idea de que Kurt era nacido y criado en una ciudad aún más lejana que Siberia y era un asombroso mago de la computación que se metió con la gente equivocada. Pero le obsesionaban dos cosas: Saturday Night Fever y Elvis Presley, por eso las remeras de poliéster demasiado desabotonadas y el cabello con ese copete."[45]

- Michael Douglas como Hank Pym: Un exagente de S.H.I.E.L.D.,[46] entomólogo y físico que se convirtió en el Ant-Man original en 1963 luego de descubrir las partículas subatómicas que posibilitan la transformación. Más adelante es mentor de Lang para que asuma el papel.[10][11][24][47] Douglas comparó su decisión de unirse a una película de superhéroes con su papel en Behind the Candelabra, diciendo, "A veces —como [cuando] no te ven como Liberace— hay que sacudirlos un poco y divertirse un poco."[48] Al describir a Pym, Douglas dijo, "Es un tipo formal del norte de California. Ha perdido el control de su compañía. Vive en una especie de distorsión temporal. Siempre fue un poco chapucero. Tiene un laboratorio, más muchas otras cosas, en su sótano de las que nos enteramos. Sin dudas está amargado por lo que pasó con su compañía y muy asustado de qué deparará el futuro, porque él mismo, luego de haberse encogido tantas veces, es difícil. Busca e intenta encontrar a alguien con quien pueda trabajar y que tenga las características correctas, que es [Scott]."[20] Douglas indicó que no usaría el traje de Ant-Man.[49]

- Abby Ryder Fortson como Cassie: La hija de Lang y Maggie.[15][21][50]

Además, John Slattery y Hayley Atwell repiten sus papeles como Howard Stark y Peggy Carter, respectivamente, de previos medios del UCM. Slattery afirmó que su participación en Ant-Man "no mucho más" que en Iron Man 2, mientras que Atwell describió su aparición como "más un cameo". Gregg Turkington aparece como Dale, el gerente de una tienda de Baskin Robbins; y Martin Donovan interpreta a Mitchell Carson, un exmiembro de S.H.I.E.L.D. que trabaja para Hydra y busca comprar la tecnología de Yellowjacket. La YouTuber Anna Akana interpreta a una escritora en la historia de Luis al final de la película. Garrett Morris, que interpretó a Ant-Man en un sketch de Saturday Night Live, aparece como un conductor de taxi.
El cocreador de Ant-Man Stan Lee tiene un cameo como un barman. Chris Evans y Sebastian Stan tienen apariciones no acreditadas durante la escena poscréditos como Steve Rogers / Capitán América y Bucky Barnes / Soldado del Invierno, respectivamente. Hayley Lovitt tiene un cameo sin diálogo como Janet van Dyne / Avispa. Lovitt fue elegida por sus "ojos como platillos, como Michelle Pfeiffer", ya que Pfeiffer era la elección soñada de Reed para la Avispa; Pfeiffer luego interpretaría al personaje en la secuela Ant-Man and the Wasp. Tom Kenny proporciona la voz de un conejo de juguete que Scott le da a Cassie.

### Doblaje
| Intérpretes        | Personaje                                 | Doblaje español        | Doblaje Latino            |
| ------------------ | ----------------------------------------- | ---------------------- | ------------------------- |
| Paul Rudd          | Scott Lang/Ant-Man                        | Claudio Serrano        | Sergio Bonilla            |
| Michael Peña       | Luis                                      | Rafa Romero            | Luis Alfonso Mendoza      |
| Evangeline Lilly   | Hope Van Dyne                             | Eva Díez               | Maria Roiz                |
| Michael Douglas    | Dr. Henry Pym                             | Salvador Vidal         | José Luis Orozco          |
| Bobby Cannavale    | Jim Paxton                                | Pablo Adán             | Dafnis Fernández          |
| T.I.               | Dave                                      | Fernando Castro (Nano) | Abraham Vega              |
| David Dastmalchian | Kurt                                      | Ricardo Escobar        | Víctor Ugarte             |
| Judy Greer         | Maggie Lang                               | Conchi López           | Yadira Aedo               |
| Wood Harris        | Gale                                      | Iñaki Crespo           | Gabriel Basurto           |
| Anthony Mackie     | Sam Wilson/Falcon                         | José Luis Mediavilla   | Eduardo Ramirez Pablo     |
| Chris Evans        | Steve Rogers / Capitán América            | Raúl Llorens           | José Antonio Macías       |
| Hayley Atwell      | Peggy Carter                              | Ana Esther Alborg      | Christine Byrd            |
| John Slattery      | Howard Stark                              | Txema Moscoso          | Raul Anaya                |
| Sebastian Stan     | James"Bucky"Barnes / Soldado del Invierno | Irwin Daayán           | David Jenner              |
| Abby Ryder Fortson | Cassie Lang                               | Abril Baliñas          | Frida Camila Castro Lopez |
| Corey Stoll        | Darren Cross/Yellowjacket                 | Luis Bajo              | Juan Frese                |

## Producción

### Desarrollo
El desarrollo de una película de Ant-Man a finales de la década de 1980, cuando Stan Lee, cocreador del personaje, presentó la idea a New World Pictures, empresa matriz de Marvel Comics en el momento. Sin embargo, Walt Disney Pictures estaba desarrollando una película basada en un concepto similar, Honey, I Shrunk the Kids, y aunque Ant-Man entró en desarrollo, nada rindió frutos.
En 2000, Howard Stern se reunió con Marvel en un intento de adquirir los derechos cinematográficos de Ant-Man. En mayo de ese año, Artisan Entertainment anunció un acuerdo con Marvel para coproducir, financiar y distribuir una película basada en el personaje. En 2003, Edgar Wright y su compañero de guion Joe Cornish escribieron un tratamiento para Artisan, explicando Wright que giraba en torno a Scott Lang como un ladrón "para que siguiera el camino de Elmore Leonard", aunque Artisan quería que la película fuera "como algo de familia". Sin embargo, Wright creía que Marvel nunca recibió el tratamiento. Un año después, el dúo presentó la película al entonces jefe de producción de Marvel Studios, Kevin Feige. En abril de 2006, Marvel Studios contrató a Wright para dirigir y coescribir Ant-Man con Cornish como parte de la primera ola de películas independientemente producidas por la compañía. Wright también coproduciría la película con su asociada de Big Talk Productions, Nira Park.
En la Convención Internacional de Cómics de San Diego de 2006, Wright dijo que le intrigaba el alto concepto y carácter de la historia. También recalcó que la película no sería una parodia, sino que una aventura y acción con algunos elementos cómicos e incorporaría tanto la encarnación de Hank Pym como la de Scott Lang del personaje. Wright dijo que buscaba "hacer un prólogo donde se vea a Pym como Ant-Man en acción en los 60s, básicamente en un modo a lo Tales to Astonish, y luego en la actualidad, como un flashforward, está la historia de Scott Lang, y cómo llega a adquirir el traje, cómo se cruza con Hank Pym, y entonces, en un interesante sentido maquiavélico, se une con él." El febrero siguiente, Wright dijo que el proyecto estaba en "un patrón de espera" mientras se revisaba el guion, y que había estado investigando para la película estudiando nanotecnología. En marzo de 2008, Wright dijo que había terminado el primer borrador del guion y que estaba trabajando en el segundo.
Stan Lee tuiteó en febrero de 2010 que Marvel estaba preparando la película y que se reunió a almorzar con Wright para discutir al personaje. Wright señaló que no había una agenda para la película porque Marvel no consideraba al personaje como una de sus mayores propiedades principales, así que "Es más Kevin [Feige] y yo [diciendo], 'Hagamos un buen guion que funcione, que sea sobre una gran película de género, y que no necesariamente dependan de nada'". En la Comic-Con de San Diego de 2010, Wright remarcó que debido a que su película sería una historia de origen y no se estrenaría hasta después de The Avengers, la primera película de Avengers no incluiría a Ant-Man, aunque Wright reconoció que el personaje podría aparecer en próximas películas de Avengers. En enero de 2011, Wright afirmó que había reanudado la escritura del guion de la película luego de la conclusión de la promoción internacional de Scott Pilgrim vs. the World, y para abril él y Cornish entregaron el segundo borrador de Ant-Man a Marvel. En la Comic-Con de San Diego de 2011, Wright reveló que había entregado un tercer borrador.

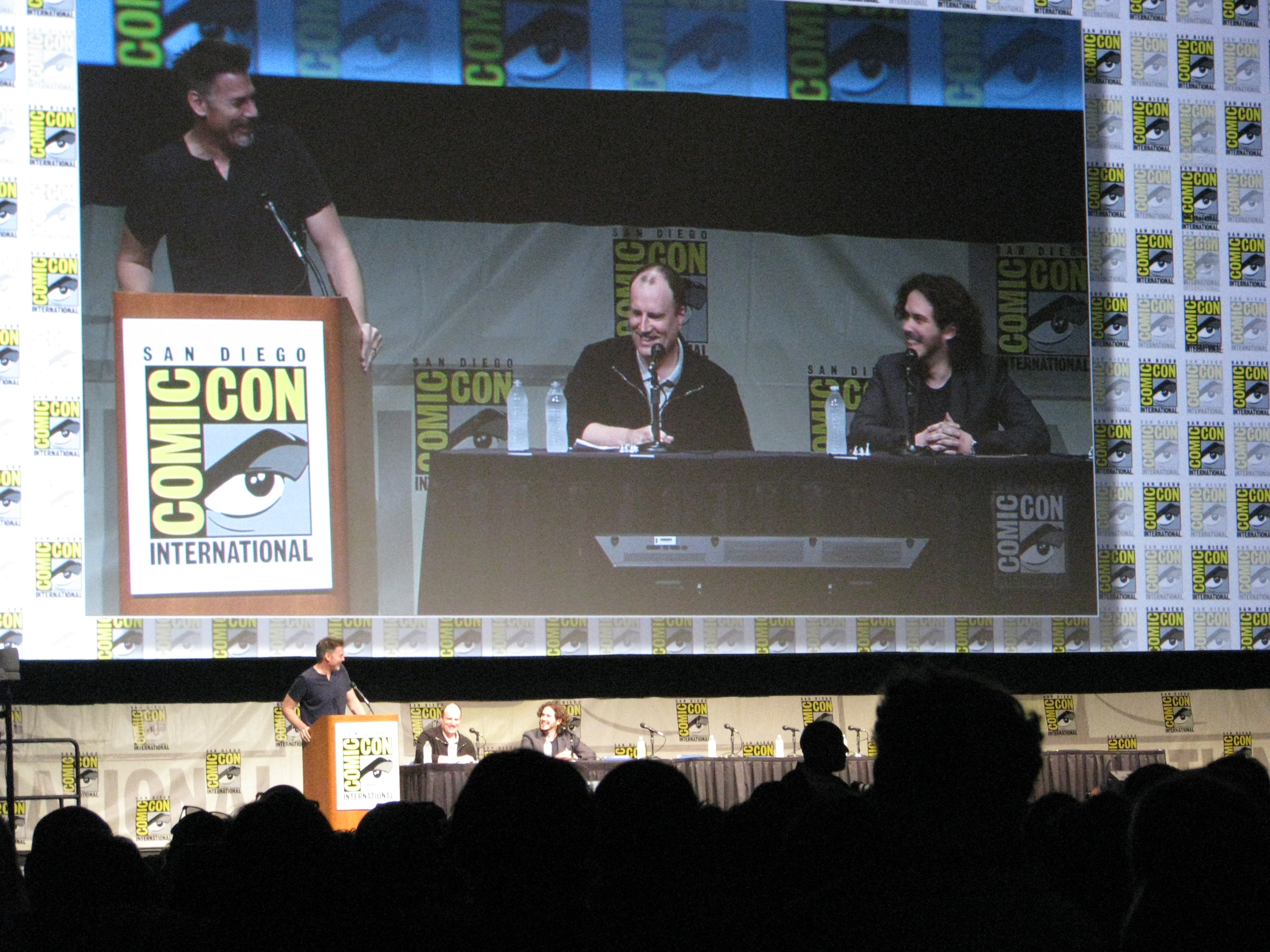
(L-R) El moderador Geoff Boucher, el productor Kevin Feige y Wright en la Comic-Con Internacional de San Diego de 2012.

En mayo de 2012, Feige dijo que el proyecto estaba "tan cerca como nunca ha estado" mientras que Wright tuiteó un pictograma de Ant-Man. En junio, Wright pasó apenas menos de una semana filmando escenas para un rollo que se usaría para probar el posible aspecto y tono de su película, así como decidir qué tan convincentes se veían los poderes Ant-Man en pantalla. Las imágenes de prueba se proyectaron ante audiencias durante el panel de Marvel Studios en la Comic-Con de San Diego de 2012, con Wright confirmando que Ant-Man sucedería. Germain Lussier de /Film sintió que las escenas funcionaban y eran "increíbles", ya que "tenía una vibra totalmente diferente a las otras películas de Marvel. Era mucho más como algo que reconocerías de Hot Fuzz." Lussier, así como Katy Rich de CinemaBlend, también disfrutaron el diseño de vestuario elegido. Ese octubre, Disney programó el estreno de la película para el 6 de noviembre de 2015.
Feige afirmó en enero de 2013 que Ant-Man formaría parte de la Fase Tres del Universo cinematográfico de Marvel, e indicó en mayo que el guion necesitaba modificaciones para encajar en el universo, ya que el proyecto había estado es desarrolla desde antes de la primera película de Iron Man. Feige también declaró que se preveía el comienzo del rodaje para algún momento de 2014, y que el casting comenzaría hacia el fin de 2013. En julio de 2013, Wright dijo que él y Cornish habían completado el guion de la película y que Marvel le permitió atrasar su producción para que pudiera completar The World's End, ya que el productor de la película Eric Fellner fue diagnosticado con cáncer.
En agosto de 2013, luego de que Joss Whedon, director de Avengers: Age of Ultron, anunciase que Hank Pym no sería el creador de Ultrón, Wright dijo que este nunca fue parte de la historia de Ant-Man, explicando que "solo establecer lo que Ant-Man hace es suficiente para una película". Wright describió a Ant-Man como una película autónoma pero dijo que encajaría en la mayor continuidad del Universo cinematográfico de Marvel, explicando, "Me gusta hacerla autónoma porque creo que su premisa necesita tiempo. Quiero poner a la loca premisa en un mundo real, que es por qué creo que Iron Man realmente funciona porque es un universo relativamente simple; es fácil identificarse. Definitivamente quiero encontrar un formato optimizado donde se usa el formato original para presentar un personaje principal y más aventuras pueden introducir más personas." Wright también afirmó que la preproducción de Ant-Man comenzaría en octubre, y el rodaje iniciaría en 2014. El mes siguiente, Disney adelantó la fecha de estreno al 31 de julio de 2015.

### Preproducción
En octubre de 2013, Wright reveló que estaba en Los Ángeles para trabajar en Ant-Man al tuitear una fotografía de la producción del rollo de prueba de junio de 2012. Joseph Gordon-Levitt y Paul Rudd fueron considerados para el papel protagónico, aunque Gordon-Levitt descartó su consideración como un rumor. Feige afirmó que Ant-Man sería una "película de robo", y que el anuncio del casting de Hank Pym sería antes del fin de 2013. El mes siguiente, Feige declaró que el Ant-Man de Eric O'Grady no aparecería en la película, mientras que Rudd se convirtió en el favorito para interpretar a Hank Pym, y había comenzado la búsqueda de la novia del personaje. En esa época, se frustraron las intenciones de los cineastas de rodar en el Reino Unido debido a una falta de espacio de estudio, que según Wright se debió al plan de Pinewood Shepperton de agregar quince estudios a sus instalaciones, que el concejo local rechazó en parte en mayo de 2013 porque el proyecto contemplaba terrenos protegidos. Para el fin del mes, el rodaje de la película se programó para los Estados Unidos en su lugar.
En diciembre de 2013, Wright, fan del cómic desde la infancia —poseyendo copias de Tales of Astonish #27 con la historia "The Man in the Ant-Hill" y Marvel Premiere #47 con la primera aparición de Scott Lang— afirmó que la diferencia entre Ant-Man y otras películas en las que aparecen cambios de tamaño es que otras "usualmente tratan de alguien que quedó pequeño. Esto es diferente porque puede cambiar de tamaño y hacerlo a voluntad, así que se convierte más en un poder que un impedimento." Wright también discutió el desafío de dirigir una película de superhéroes, diciendo, "Shaun, Hot Fuzz y World's End son todas películas prohibidas para 17 años. Me gusta el desafío de hacer una película prohibida para 13. Porque hay que entretener de un modo diferente. No están las mismas herramientas." Para el 19 de diciembre, Rudd estaba en negociaciones para protagonizar la película, y Marvel anunció que había sido elegido como Ant-Man el día siguiente.
En enero de 2014, Wright publicó una captura de pantalla en su blog del episodio de The Avengers: Earth's Mightiest Heroes "To Steal an Ant-Man", que cuenta con Hank Pym e introduce al personaje Scott Lang, con el epígrafe "tarea". Michael Douglas fue más tarde elegido como Pym, con Rudd confirmado como Lang. Michael Peña recibió la oferta de un papel no especificado en la película, y el rodaje se programó para Pinewood Atlanta en el Condado de Fayette, Georgia, mientras que Disney cambió la fecha de estreno una vez más, adelantándola al 17 de julio de 2015. El mes siguiente, Evangeline Lilly entró en conversaciones para interpretar el protagónico femenino, y Wright anunció en su blog que Bill Pope, con quien trabajó en Scott Pilgrim vs. the World, sería su director de fotografía. Para marzo, Wright y Cornish entregaron un quinto borrador del guion, entre supuestas disputas sobre la dirección que el guion estaba tomando. Además, Wright y Cornish escribieron una escena destinada para después de los créditos de Avengers: Age of Ultron que serviría como preludio de la película. Corey Stoll entró en negociaciones para un papel no revelado en la película, y para abril, Patrick Wilson y Matt Gerald se unieron en papeles desconocidos.
El 23 de mayo de 2014, Marvel y Wright anunciaron en conjunto que él abandonaría el proyecto debido "diferencias en su visión de la película", y que el estudio estaba acercándose a un nuevo director. Sobre la separación, Wright dijo, "Yo quería una película de Marvel, pero no creo que ellos realmente quisieran hacer una película de Edgar Wright." También añadió que en un momento, Marvel quiso hacer un borrador del guion sin él, que fue "algo duro de superar" ya que Wright escribió todas las películas que dirigió. Continuó, "De repente convertirse en un director por encargo, uno está menos involucrado emocionalmente y comienza a preguntarse por qué está ahí, realmente." La mayoría del equipo de Wright también dejó el proyecto a raíz de su salida. Para el 30 de mayo, Adam McKay había entrado en negociaciones para reemplazar a Wright, pero se retiró de ellas al día siguiente por respeto a Wright, El 7 de junio, Marvel anunció que Peyton Reed dirigiría la película, y McKay contribuiría al guion; McKay sintió que este fue el resultado perfecto ya que no estaría reemplazando a Wright, pero pudo ayudar a Rudd, que también era amigo suyo. Entre otros directores que habían sido considerados se encuentran Ruben Fleischer, Rawson Marshall Thurber, Nicholas Stoller, Michael Dowse, y David Wain.
Más adelante en junio, Feige declaró que la película todavía tenía su estreno previsto para el 17 de julio de 2015, con el comienzo de la producción el 18 de agosto de 2014. Feige detalló que "la mayoría de la película se basará bastante en el borrador [de Wright y Cornish] y el ADN de lo que Edgar ha creado hasta este punto", con Reed asumiendo el cargo de director y McKay rehaciendo solo partes del guion. "[Reed] quería asegurarse de que no estuviera solo heredando algo o siguiendo los pasos de otro. O que estuviera heredando algo que el malvado estudio hubiese diluido a algo malo," Feige continuó. "Observó todo, habló con nosotros, y dijo 'Primero, acuerdo con la dirección que tomaron. Y segundo, puedo sumarle cosas.'"
McKay confirmó que Rudd lo ayudó a reescribir el guion, calificándolo de "genial con el diálogo", y añadió que "los dos agujereamos cuartos de hotel en la costa este y oeste, y creo que fue en como seis a ocho semanas que lo sacamos e hicimos una reescritura enorme del guion. Me enorgulleció mucho lo que hicimos, realmente pensé que le metimos cosas increíbles y aprovechamos un guion ya muy fuerte de Edgar Wright y realzamos algunas cosas." Rudd profundizó, "La idea, la trayectoria, la meta, y los planos de todo, es realmente de Edgar y Joe. Es su historia. Cambiamos algunas escenas, añadimos nuevas secuencias, cambiamos algunos personajes, añadimos nuevos personajes. Si tomaras ambos guiones y los sostuvieras juntos serían muy diferentes, pero la idea es toda suya." Entre las adiciones a la película que no estaban en la versión de Wright se encontraban Janet van Dyne, el reino cuántico, y una pelea con un Vengador. Según Reed, el reino cuántico era la versión del UCM del microverso. que no podía llamarse así por razones legales. El nombre alternativo fue sugerido por el consultor Spiros Michalakis, un físico cuántico e investigador del personal en el Instituto de Tecnología de California, para "inyectar elementos de física moderna en el guion". Reed también ofreció contribuciones al guion revisado, así como también Lilly y Stoll, que contribuyeron ideas para ayudar a desarrollar sus respectivos personajes. El de Lilly recibió un arco más completo y más escenas de acción como resultado. Una de las cosas más importantes para Reed al unirse al proyecto era enfatizar más tanto a Hope como a Janet van Dyne, dado que la Avispa es "una parte crucial" de los cómics de Ant-Man. Por su participación, McKay y Rudd recibieron créditos de guionistas adicionales, con Wright y Cornish acreditados por el guion y la historia. Wright también tuvo crédito de productor ejecutivo en la película.
Para fines de julio, Wilson dejó la película por conflictos de agenda debido al atraso del rodaje, y los personajes que Gerald y Kevin Weisman iban a interpretar fueron eliminados en el guion revisado de McKay. También, Reed indicó que además de Georgia, el rodaje se realizaría en San Francisco. El mes siguiente, Reed reveló que la hija de Scott Lang aparecería en la película, y Gabriel Ferrari y Andrew Barrer fueron contratados para hacer más revisiones al guion. Estos últimos se unieron luego de que Reed leyera su guion especulativo Die in a Gunfight, que para Reed fue "muy interesante". Eric Pearson, miembro del programa de guionistas de Marvel Studios que había escrito los cortos Marvel One-Shot, también trabajó en la película sin recibir crédito, escribiendo la escena del club de striptease y el cameo de Stan Lee. Luego de leer el guion revisado, Evangeline Lilly sintió que la versión estaba más "metida" en el UCM que la versión de Wright, que "estaba mucho más en el campo de películas de Edgar Wright". Añadió que, mientras que la versión de Wright era "increíble" y hubiera sido genial de filmar y ver, "no habría encajado en el Universo Marvel. Hubiera resaltado como un pulgar hinchado, sin importar qué tan buena fuera. Se habría alejado de este universo cohesivo que intentan crear. Por lo tanto, arruina la incredulidad suspendida que han construido."
Se consideró que Arnim Zola de Capitán América: el primer vengador y Captain America: The Winter Soldier apareciera en la película, con arte conceptual creado mostrándolo en su cuerpo robótico de los cómics.

### Rodaje
La fotografía principal comenzó el 18 de agosto de 2014 en San Francisco, bajo el título de producción Bigfoot. Se rodaron escenas en el barrio Tenderloin y Buena Vista Park. A fines de septiembre de 2014, la producción de Ant-Man se trasladó a Pinewood Atlanta Studios en el Condado de Fayette, Georgia, y David Callaham completó una reescritura de la película. El rodaje también se realizó en el edificio de archivos generales en el centro urbano de Atlanta, para hacer de Pym Technologies, que está ubicada en la Isla Treasure, San Francisco en la película. En octubre de 2014, Martin Donovan se sumó al elenco, y Feige reveló que Ant-Man ya no iniciaría la Fase Tres del Universo cinematográfico de Marvel, sino que concluiría la Fase Dos. Cuando Germain Lussier, de /Film, le dijo que su ubicación entre Avengers: Age of Ultron y Capitán América: Civil War hacía que la película se sintiera como algo secundario, Feige respondió:
No es [algo secundario]. La verdad es que las fases significan mucho para mí y mucha gente pero [...] Civil War es el inicio de la Fase Tres, simplemente lo es. Y Ant-Man es un tipo de culminación diferente para la Fase Dos porque está en el MCU. Conoces a nuevos personajes y aprendes mucho de Hank Pym y su lineage con el MCU a través de los años. Pero al mismo tiempo, también retoma el hijo de Age of Ultron en cuanto a héroes –héroes importantes, Vengadores–que salen de lugares inesperados [...] Y en ese sentido está muy conectada. Además la actitud de Hank Pym hacia los Vengadores, hacia S.H.I.E.L.D., y hacia el universo cinematográfico en general, está mucho más informada después de los eventos de Age of Ultron, y en cierto sentido, antes de los eventos de Civil War.

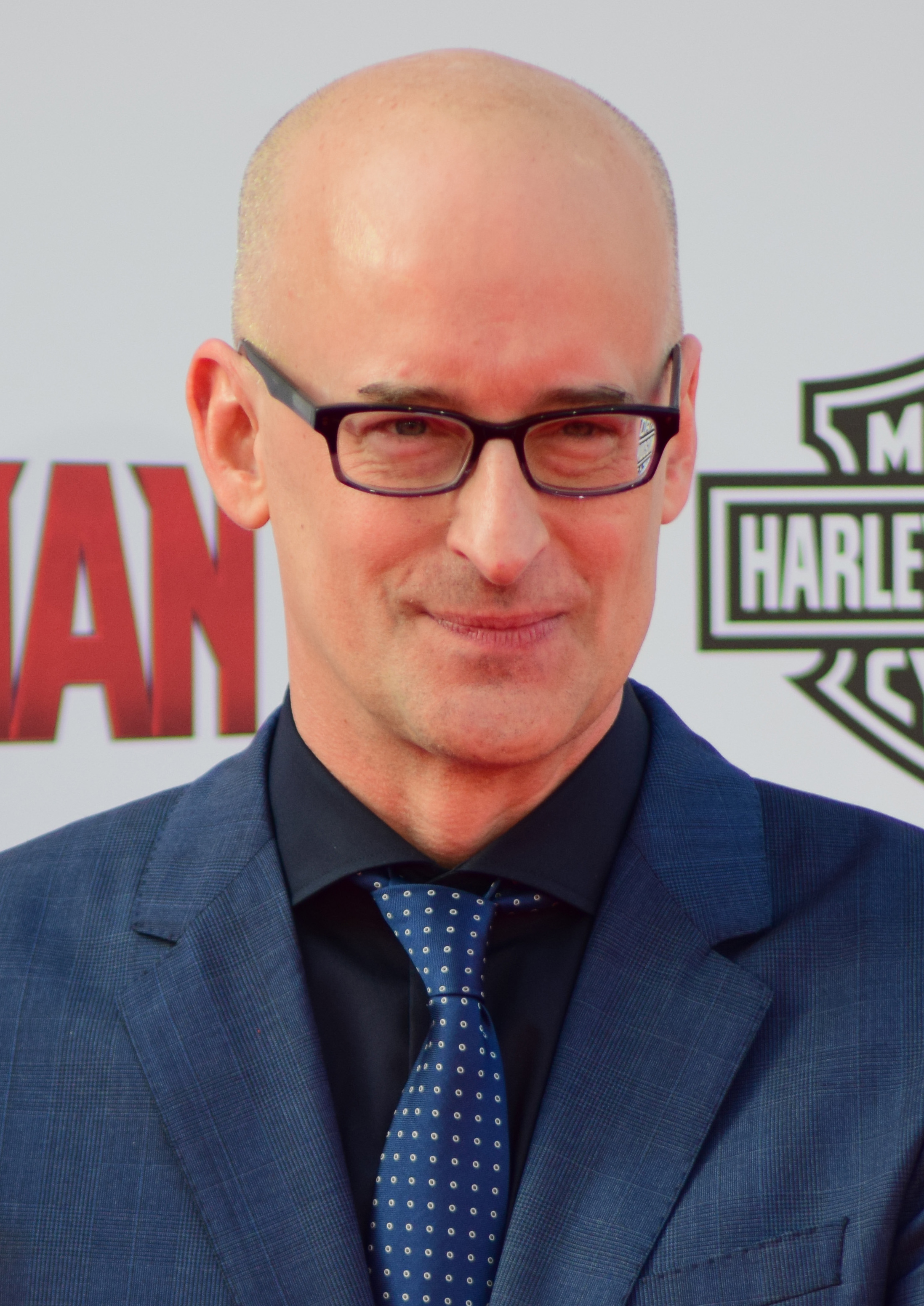
Reed en la premier mundial de Ant-Man en Hollywood

Feige luego profundizó diciendo, "pusimos a Ant-Man al final de la Fase Dos en vez de al principio de la Fase Tres, porque establece muchas cosas que se verán de cara a la Fase Tres, una de las cuales es el alucinante y surrealista paisaje [en Doctor Strange]." El 5 de diciembre de 2014, Reed anunció en las redes sociales que el rodaje de Ant-Man había concluido.
Para la película, el director de fotografía Russell Carpenter usó una relación de aspecto de 1.85 con cámaras Arri Alexa XT y M, usando la M para escenas de acción y filmación de helicóptero. El camarógrafo Peter Rosenfeld dijo, "la decisión de Russell y Peyton para rodar en 1.85 fue buena, ya que en 2.35 no hay suficiente altura en el plano para apreciar los aspectos verticales de [Ant-Man] yendo de pararse en tamaño completo a caer por una grieta en el suelo." Carpenter y Technicolor también idearon una tabla de consulta (LUT) para oscurecer la paleta de colores. Carpenter dijo, "Para muchas comedias recientes he dejado mis LUT en 'Kodak', saturado y animado. Pero esto requería algo diferente que afectara los tonos de piel y el traje de Ant-Man, que data de la década de 1980, para que se vea un poco deteriorado Lo que amé de esta LUT fue cómo permitió que el traje retuviera el color pero lo llevó de rojo de camión de bomberos a algo un poco más erosionado."
Los cineastas hicieron uso extensivo de macrofotografía. El diseñador de producción Shepherd Frankel dijo, "Es más visualmente interesante mostrar las cosas desde el punto de vista de Ant-Man en vez de verlo desde una perspectiva normal. Peor queríamos una realización realista, no Honey, I Shrunk the Kids con sus sets gigantes.'" Rebecca Baehler sirvió como directora de macrofotografía, recibiendo indicaciones de Carpenter. Él dijo que la vibración se convirtió en "un tremendo problema" al mover la cámara durante la macrofotografía porque "un centímetro del suelo es como cuatro metros en el aire. Desde la perspectiva de una hormiga, te mueves diez centímetros, a una perspectiva humana, ¡eso es un campo de fútbol!" Esto requirió que los cineastas busquen una solución creativa, así que se dirigieron a Baehler, que tenía antecedentes en fotografía "de mesa" comercial. Para añadir la actuación de Rudd como Ant-Man en el mundo macro, se usó un montaje de captura facial de Centroid, con una matriz de cinco cámaras Alexa rodeando a Rudd. Rosenfeld explicó, "Una cámara fue colocada verticalmente mientras que las otras estaban horizontales con áreas superpuestas de imágenes, todas dispuestas para grabar a 48 fotogramas por segundo. Esto maximizó la resolución y proporcionó un modelo 3D de la actuación de Paul." Reed luego incluiría momentos de la historia con Rudd haciendo "expresiones faciales que luego serían compuestas en un Ant-Man generado por computadora." El entomólogo Steven Kutcher ofreció sugerencias a los cineastas sobre cómo filmar hormigas vivas.

### Posproducción
Luego de completarse el rodaje, Marvel publicó una sinopsis actualizada, revelando que Jordi Mollà fue incluido en el reparto y los nombres de varios personajes secundarios. Sin embargo, Mollà finalmente no apareció en el estreno en cines de la película. Reed explicó que el inicio original de la película, que fue filmado y cortado en el proceso de montaje, mostraba una secuencia independiente similar al comienzo de una película de James Bond, donde Pym intentaba recuperar un microfilm del personaje de Mollà, Castillo, un general del ejército de Panamá. Reed afirmó que la escena iba a mostrar los poderes de Ant-Man, sin verlo, casi "como una secuencia del hombre invisible, y es realmente genial. Comenzó a sentirse desconectada del tono de la película" que estamos haciendo y en términos de la historia, y también, planteaba una aventura independiente, pero simplemente no conectaba con el resto de nuestra historia [...] Se sentía como un vestigio de aquellos primeros borradores [de Wright y Cornish], que como algo autónomo era genial. Dan Lebental y Colby Parker Jr. sirvieron como editores. En marzo de 2015, Hayley Atwell confirmó que repetiría su papel como Peggy Carter en la película. En abril de 2015, Reed afirmó que la película aún no estaba completa y pasaría por "un poco de [rodaje] adicional".
En junio de 2015, Feige confirmó que se vería al personaje de Janet van Dyne, aunque la película no abordaría la infame línea argumental de abuso doméstico entre Pym y Van Dyne de los cómics, diciendo, "Insinuamos un temperamento en un sentido en que la gente que conoce las historias podría pensar, 'Oh, quizás eso es parte del carácter [de Hank],' pero no en un modo que indicaría [que golpeaba a su esposa]." También ese mes, Reed confirmó que habría una escena poscréditos "que podría vincularse a otras películas." Feige reveló que la secuencia después de créditos eran escenas filmadas por Anthony y Joe Russo para Capitán América: Civil War, diciendo que el clip se vería en esa película, aunque podrían ser "tomas diferentes [...] ángulos diferentes." El 25 de junio de 2015, Reed anunció en sus redes sociales que la producción de Ant-Man estaba oficialmente completa. A principios de julio de 2015, un teaser tráiler internacional reveló que Anthony Mackie aparecería en la película como Sam Wilson / Falcon. Mackie también aparece en la escena poscréditos, junto con Chris Evans y Sebastian Stan como Steve Rogers / Capitán América y Bucky Barnes, respectiva,ente. Stan afirmó que la escena que se usó en la secuencia fue rodada en mayo de 2015, y aparecería en la mitad de Civil War. Reed también dijo que el final de la película originalmente contenía una secuencia donde Ant-Man iba tras Carson para recuperar el frasco robado de partículas de Cross, "Pero luego por un par de razones, se sintió como si quizás deberíamos dejar a esas partículas allá afuera." Para las secuencias de títulos, Marvel nuevamente recurrió a la firma de diseño Sarofsky, que había hecho los créditos de Captain America: The Winter Soldier y Guardianes de la Galaxia, con los créditos "intrincadamente conectados con la narrativa general de la película."

#### Efectos visuales
Los efectos visuales de la película fueron creados por Industrial Light & Magic (ILM), Lola VFX, Double Negative, Luma Pictures, y Method Studios, con previsualización de The Third Floor. Double Negative se encargó de las escenas con personajes encogidos, incorporando la macrofotografía y las actuaciones de captura de movimiento rodadas en fotografía principal con modelos digitales de los personajes. También trabajó en el efecto reductor de Ant-Man, en coordinación con ILM para que usen todas las compañías, que mostraba un contorno de su cuerpo, un elemento de los cómics. El supervisor de efectos visuales de Alex Wuttke dijo, "Es como un pequeño eco de tiempo. Al encogerse Ant-Man de un modo casi en cuadro por cuadro dejaba atrás contornos de las poses en las que había estado mientras se achicaba [...] Teníamos dos cámaras generadas por computadora reproduciendo la acción de diferentes puntos en la línea de tiempo con encuadres ligeramente diferentes. Una sería la cámara del plano principal, la otra sería una cámara de utilidad que proveería reproducciones de poses estáticas de Ant-Man en distintos puntos de la línea de tiempo."
Para las escenas retrospectivas en 1989, Douglas y Donovan aparecieron rejuvenecidos mediante efectos por computadora de Rejuvenecimiento digital, junto a Atwell como Carter (envejecida con maquillaje y efectos) y John Slattery como Howard Stark. Para rejuvenecer a Douglas, Lola VFX usó un proceso y tecnología similares que para hacer a Steve Rogers delgado en Capitán América: el primer vengador y a Carter más vieja en Captain America: The Winter Soldier, así como imágenes de otras películas de Douglas de fines de la década de 1980 como referencia. Dax Griffin fue el doble de Douglas y una referencia adicional para Lola, debido a su "notable parecido con Michael cuando tenía alrededor de 40". Para Donovan, solo requirió ser rejuvenecido alrededor de una década, así que no se usó un doble. El trabajo en él se enfocó en sus ojos, cuello y barbilla. Atwell usó una peluca en el set, junto con una fina capa de maquillaje de látex para darle a su piel un aspecto más correoso, con Lola transponiendo las características faciales de una actriz anciana sobre su cara.
Method y Luma trabajaron en crear las varias hormigas vistas en la película, con Method creando las variadas especies de hormigas, para compartir entre las compañías. Luma también se encargó de varias de las escenas en Pym Technologies cuando Ant-Man intenta adquirir el Yellowjacket. ILM trabajó en la escena de pelea con Falcon, habiendo hechos los efectos visuales del personaje en The Winter Soldier. Usando piezas prácticas del traje construidas por Legacy Effects, ILM mezcló tomas de acción real con reemplazos digitales y tomas completamente digitales para crear la secuencia. ILM también se encargó de escenas en el reino cuántico, proporcionando una serie de imágenes microscópicas y psicodélicas para la reducción subatómica, aprovechando las técnicas de reproducción fractal procesales que el estudio había usado en Lucy.

## Música
En febrero de 2014, Wright tuiteó que Steven Price haría la música de la película. Sin embargo, Price dejó el proyecto poco después de la partida de Wright del mismo en mayo de 2014. En enero de 2015, Christophe Beck, que trabajó con Reed en Bring It On, fue contratado para sustituir a Price. Al describir la banda sonora de la película, Beck dijo, "Para Ant-Man, quería escribir en la gran tradición sinfónica de mis películas de superhéroes favoritas, con un amplio alcance y un tema principal grande y pegadizo. Sin embargo, lo que distingue a esta banda sonora entre otras de Marvel, es un sutil sentido de diversión ya que, después de todo, no es solo una película de superhéroes, sino también una comedia de robo." Hollywood Records lanzó la banda sonora en formato digital el 17 de julio de 2015, y en formato físico el 7 de agosto.

## Marketing

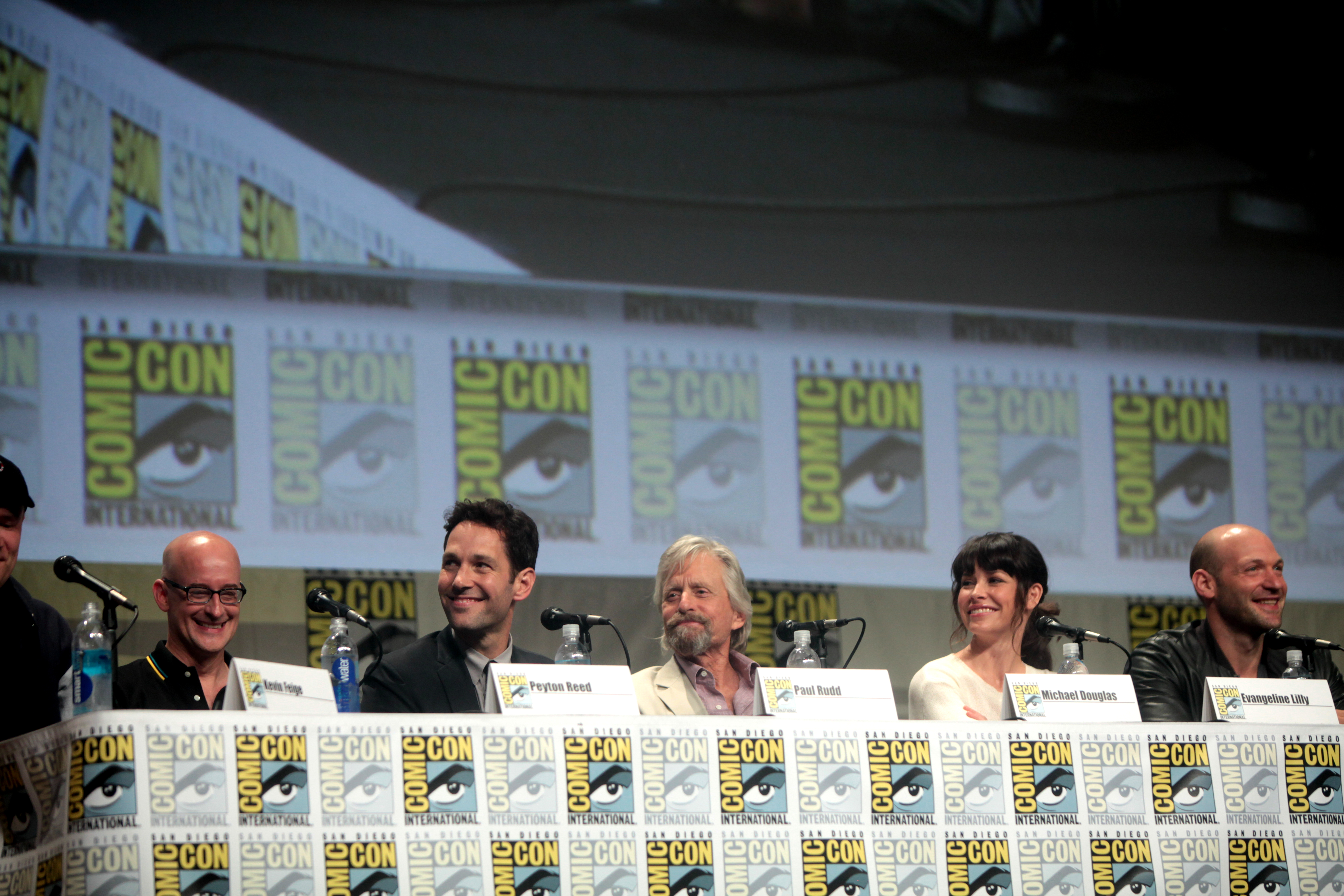
Elenco y equipo de Ant-Man en Rueda de prensa.

En marzo de 2014, ABC emitió un especial televisivo de una hora, Marvel Studios: Assembling a Universe, que incluyó un vistazo de Ant-Man. En julio de 2014, Reed, Rudd, Douglas, Lilly y Stoll aparecieron en el panel de Marvel Studios en la Comic-Con de San Diego de 2014 para ayudar a promocionar la película y proyectar una prueba de efectos visuales con Rudd y Douglas. En octubre de 2014, el jefe de redacción de Marvel Comics Axel Alonso afirmó que había planes de cómics relacionados para la película. En noviembre de 2014, ABC emitió otro especial de una hora titulado Marvel 75 Years: From Pulp to Pop!, que mostró imágenes de detrás de escena de Ant-Man. Las solicitudes de Marvel Comics de febrero de 2015, publicadas en diciembre de 2014, reveló un cómic relacionado de dos volúmenes, Marvel's Ant-Man Prelude, que siguen a Hank Pym como Ant-Man en una misión durante la Guerra Fría. Un segundo cómic relacionado, Marvel's Ant-Man—Scott Lang: Small Time, fue publicado en formato digital el 3 de marzo de 2015. Explica las circunstancias de Lang al principio de la película.
En enero de 2015, Disney oficialmente inició la campaña de marketing de la película lanzando un teaser tráiler miniatura "tamaño hormiga", una versión de tamaño completo del mismo avance, un póster, una tapa de Entertainment Weekly, y un tráiler completo durante el estreno de la serie de televisión Agent Carter. Scott Mendelson de Forbes dijo, "Fue muy astuto de Disney sacar una versión miniatura en la que 'no se puede ver nada sin un microscopio' del ahora estándar tráiler para el tráiler. Eché un pequeño suspiro cuando 'se rindieron' y lanzaron una versión de tamaño humano, dándome cuenta de que Disney había lanzado lo equivalente a un teaser de un teaser de un tráiler [...] No obstante, hay que darles crédito a Disney, que pudo convertir un solo avance en tres temas de noticia distintos en como cinco días." Mendelson añadió que "el ingenioso tráiler es para vender al público general. Marvel sabe que los frikis vendrán, aunque sea solo para criticar, pero es la audiencia general que necesita comprarse. Hasta ahora, bien." Sin embargo, Graeme McMillan de The Hollywood Reporter criticó el tráiler por su ubicación durante la emisión de estreno de Agent Carter, su tono, su banda sonora, y por tener una temática similar a otros tráileres de Marvel Studios. McMillan concluyó, "El tráiler de Ant-Man no es malo de por sí; es, sin embargo, increíblemente decepcionante, que casi parece peor. Gracias a la salida a último momento del guionista y director original Edgar Wright y el posterior conflicto de encontrar un reemplazo, Ant-Man se ha convertido en la película que la gente espera como el primer fracaso de Marvel, en términos críticos sino financieros, al menos; este tráiler, que no logra convencer y pasa con la buena voluntad de los involucrados y la marca Marvel tanto como cualquier otra cosa, no hace suficiente —o nada, realmente— para persuadir al público con el que no cumple dichas condiciones." El tráiler generó 29 millones de vistas mundialmente en tres días, la tercera mayor audiencia para una película de Marvel Studios, detrás de los tráileres de Iron Man 3 y Avengers: Age of Ultron.
En abril de 2015, Marvel estrenó un segundo avance de Ant-Man. Mendelson dijo que fue "francamente el tráiler de Ant-Man que hemos estado esperando. No solo es divertido y emocionante, hay un momento en el que comprendemos exactamente qué nos ofrece una película de Ant-Man." También en abril, vallas publicitarias miniatura promocionando Ant-Man con luces LED alimentadas por baterías comenzaron a aparecer en Melbourne, Brisbane y otras áreas alrededor de Queensland, Australia como parte de una campaña de marketing urbano de la película. El mes siguiente, Marvel, en asociación con Dolby Laboratories, Visa y Raspberry Pi, anunció el "Desafío Microtecnología de Ant-Man", dirigido a mujeres de entre 14 y 18 años, para crear proyectos DIY con microtecnología y materiales fácilmente accesibles. Las ganadoras se unieron a programas de CTIM (ciencia, tecnología, ingeniería y matemáticas) en su área para liderar equipos en la recreación de sus proyectos. En junio, Marvel lanzó pósteres con Ant-Man yuxtapuesto con la armadura de Iron Man, el escudo del Capitán América, y el martillo de Thor Mjolnir. Mendelson comparó esto a la campaña de marketing de Disney para Lilo & Stitch que colocaba al protagonista en escenas icónicas de otros dibujos animados de Disney. Un avance de la película de seis minutos en IMAX comenzó a proyectarse antes de funciones de Jurassic World, y se mostraron escenas de la película en el Bug's Life Theater de Disney California Adventure en 3D con efectos dentro de la sala.
A principios de julio de 2015, Marvel comenzó una campaña de marketing viral con Leslie Bibb, repitiendo su papel de las películas de Iron Man como la periodista Christine Everhart, informando para el falso programa de noticias WHIH Newsfront. En el programa, Everhart discute la repercusión de los eventos de Avengers: Age of Ultron, el encarcelamiento de Lang, y eventos que condujeron a Capitán América: Civil War. También en julio, Michael Douglas y ejecutivos de Marvel Entertainment tocaron la campana del cierre de la Bolsa de Nueva York en celebración del estreno de Ant-Man. Disney gastó $34,8 millones en publicidad televisiva para la película, más de los $26,9 millones gastados para Avengers: Age of Ultron, ya que la anterior era una nueva propiedad.
En diciembre de 2015, para conmemorar el estreno en formato casero de Ant-Man, Marvel UK lanzó un sitio web que le ofrece a las visitas una vista de varios lugares importantes de Londres desde la perspectiva de una hormiga en una experiencia al estilo de Google Street View. La compañía le encargó al fotógrafo Will Pearson que capture diez ubicaciones diferentes, incluyendo el Puente de la Torre, Oxford Circus, el Museo Británico, la Catedral de San Pablo y la Columna de Nelson usando una cámara miniatura de 360° colocada a centímetros del suelo.

## Estreno

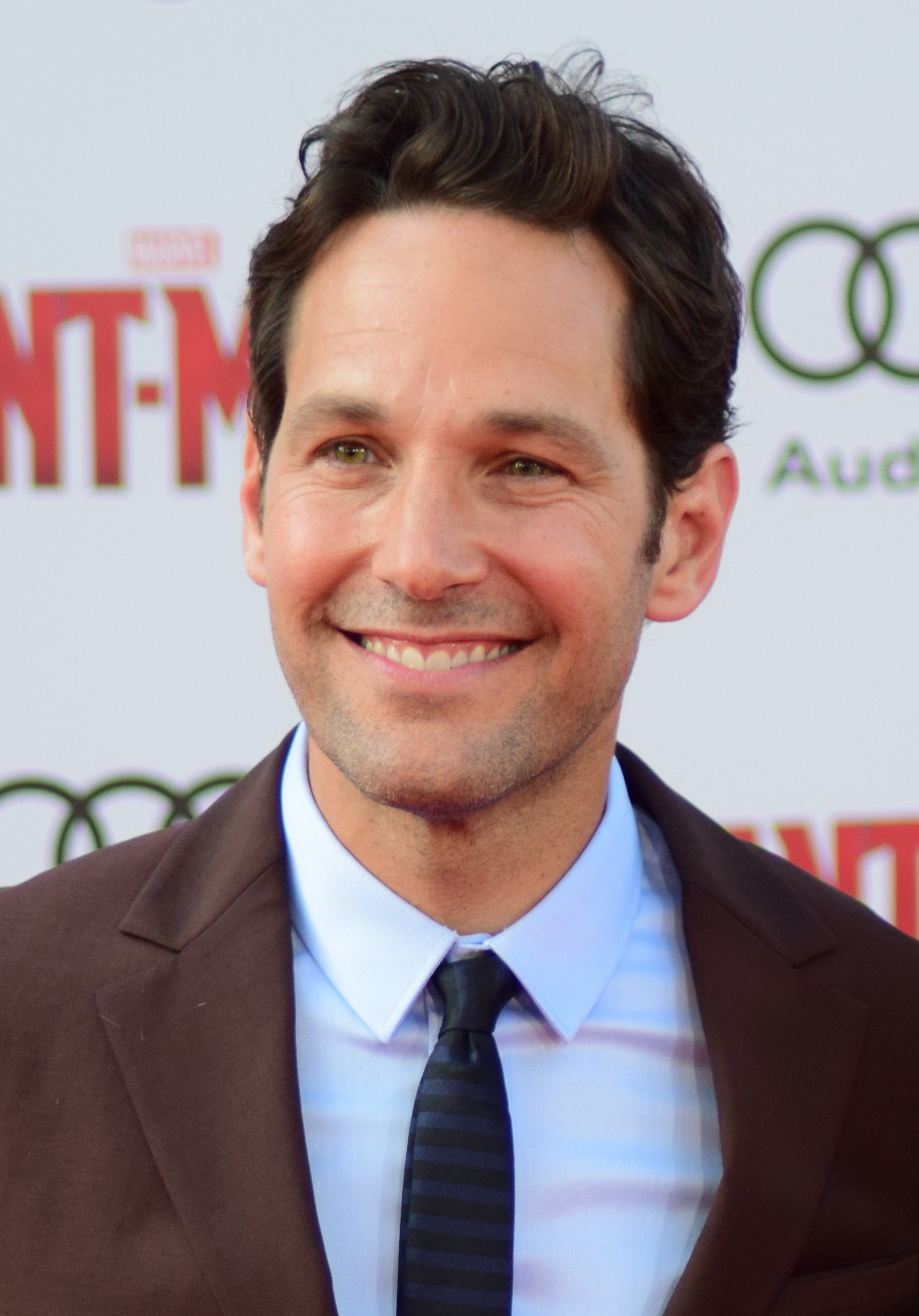
Rudd en la premier mundial de Ant-Man en Hollywood.

Ant-Man tuvo su premier en el Dolby Theatre en Hollywood el 29 de junio de 2015, y debutó en el Festival Internacional de Cine Fantasia el 14 de julio de 2015, junto con Miss Hokusai. La película se estrenó en Francia el 14 de julio, y el 17 de julio en Norteamérica, en 3D y IMAX 3D. Se proyectó en 3800 cines en los Estados Unidos, de las cuales 3100 eran en 3D, 361 en IMAX, 388 de gran formato premium y 133 ubicaciones D-Box. Originalmente, el estreno de Ant-Man estaba previsto para el 6 de noviembre de 2015, En septiembre de 2013, la fecha se movió al 31 de julio de 2015, antes de cambiar una última vez al 17 de julio de 2015 en enero de 2014. Una versión sin terminar de la película se proyectó el 24 de junio de 2015 en CineEurope.

### Formato casero
Ant-Man fue lanzada en descarga digital por Walt Disney Studios Home Entertainment el 17 de noviembre de 2015, y en Blu-ray, Blu-ray 3D y DVD el 8 de diciembre de 2015. Los lanzamientos digital y Blu-ray incluyen contenido de detrás de escenas, comentario de audio, escenas eliminadas y bloopers. En su primera semana de estreno en formato casero en EE. UU., la película debutó en el segundo puesto en lista de First Alert de Nielsen VideoScan, que rastrea ventas generales de discos, así como la lista de ventas dedicadas de Blu-ray Disc, con 63% de venta de unidades saliendo de dicho formato.
La película también formó parte de una caja recopilatoria de 13 discos, titulada "Marvel Cinematic Universe: Phase Two Collection", que incluye todas las películas de la Fase Dos del Universo cinematográfico de Marvel. Fue lanzada el 8 de diciembre de 2015.

## Recepción

### Taquilla
Ant-Man recaudó $180,2 millones en Norteamérica y $339,1 millones en otros territorios, para un total mundial de $519,3 millones. Deadline Hollywood calculó que las ganancias netas de la película fueron $103,9 millones, contando presupuestos de producción, publicidad, participación de talento y otros costos, contra las recaudaciones de taquilla y ganancias secundarias de venta casera, colocándola 14.º en su lista de "superproducciones más valiosas" de 2015.
Ant-Man hizo $6,4 millones de sus funciones de jueves por la noche en Norteamérica, con 48% de las entradas vendidas para IMAX y otras funciones de gran formato, y $23,4 millones en su día de estreno, incluyendo las ganancias del jueves, volviéndolo el segundo estreno más bajo para una película de Marvel, solo superior a The Incredible Hulk ($21,4 millones) en 2008. Cayó 18% para ganar $19,25 millones el sábado, y para su total de fin de semana de estreno, recaudó $57,2 millones. Marcó el segundo debut más bajo para Marvel, nuevamente superior al debut de $55,4 millones de The Incredible Hulk de 2008. IMAX contribuyó $6,1 millones a la recaudación inicial, con pantallas de gran formato premium constando de $6,4 millones y Cinemark XD de $1,3 millones. Ant-Man continuó con la racha de Marvel de películas debutando en el primer puesto, dándole al estudio su duodécima victoria consecutiva. Disney informó que la película atrajo la mayor cantidad de familias (28%) y mujeres (32%) que cualquier otro título de Marvel. También fue el mayor estreno de imagen real para Rudd (rompiendo el récord de Knocked Up con $30,7 millones) y un estreno récord para Douglas. Continuó en el primer puesto en la taquilla en su segundo fin de semana.
Fuera de Norteamérica, recaudó $55,4 millones en su fin de semana de estreno de 37 países, debutando en tercer lugar en la taquilla internacional detrás de la película china Monster Hunt y Minions, así como un debut en IMAX de $9,1 millones. Sus mayores estrenos se dieron en el Reino Unido ($6 millones), México ($5,6 millones) y Rusia ($4,9 millones). Tuvo el mayor debut para una primera entrega de Marvel en Hong Kong, Indonesia, Malasia, Filipinas, Singapur, Taiwán, y Tailandia. El debut de la película en Corea del Sur a principios de septiembre de 2015 ganó $9,3 millones, el mayor estreno para un mercado internacional en el momento, antes de ser superado por el estreno chino a mediados de octubre, que ganó $42,4 millones, con $5,1 millones salidos de IMAX. El gran fin de semana de estreno en China ayudó a Ant-Man a quedar primero en taquilla internacional por primera vez, siendo el debut en China el segundo mayor para una película del UCM detrás de Avengers: Age of Ultron. La película continuó en primer puesto en China por una segunda semana, ganando otros $22 millones. Hasta el 1 de noviembre de 2015, los mayores mercados fueron China ($101,3 millones), Reino Unido ($25,4 millones), y Corea del Sur ($18,9 millones).

### Crítica
El recopilador de críticas Rotten Tomatoes informó un porcentaje de aprobación del 82% basado en 297 reseñas, con un puntaje promedio de 6,8/10. El consenso crítico del sitio dice, "Liderada por una encantadora actuación de Paul Rudd, Ant-Man ofrece la emoción de Marvel en una escala apropiadamente menor, aunque con menos fluidez que sus predecesoras más exitosas." Metacritic, que usa una media ponderada, le asignó una puntuación de 64 de 100 basada en 43 críticos, indicando "reseñas generalmente favorables". Las audiencias encuestadas por CinemaScore le dieron a la película una nota promedio de "A" en una escala entre A+ y F.
Justin Chang de Variety dijo que la película "tiene un éxito suficiente como una distracción genial y por momentos encantadora, basada en la sabiduría que rara vez se tiene en cuenta en Hollywood que menor realmente puede ser más." Todd McCarthy de The Hollywood Reporter remarcó, "Aunque la dinámica de la historia es fundamentalmente tonta y la parte de familia, con su correspondiente melodrama entre padre e hija, es una provocación elemental, un buen reparto con un encantador Paul Rudd a la cabeza aplaza los desatinos de un modo razonablemente conciliador." Kenneth Turan de Los Angeles Times escribió, "Alegre en sentidos inesperados y agraciada con un sentido del humor auténticamente descentrado, Ant-Man (con una comprometida dirección de Peyton Reed) es ligera de pies en un sentido que los gigantes de Marvel estándar nunca lo son." Kim Newman de Empire escribió que "pasa por tantos géneros como personajes tienen las películas de los Vengadores, pero logra hacer a la mayoría de ellos bastante bien. Extremadamente agradable, con unos momentos de propia maravilla." A. O. Scott de The New York Times dijo, "La película es una pieza pasable de trabajo en piloto automático de la colonia en constante expansión de Marvel-Disney."
Por el contrario, Alonso Duralde de TheWrap dijo que la película "sirve chistes que no funcionan y emoción que no emociona." Richard Roeper del Chicago Sun-Times dijo que Ant-Man ""es una historia de origen liviana y trillada que vira entre comedia de chistes internos, pesadas historias de redención y secuencias generadas por computadora ciertamente hábiles que igualmente se ven relativamente insignificantes comparadas a la destrucción urbana a gran escala que sucede en la mayoría de las películas de Avengers. Catherine Shoard de The Guardian escribió, "Ant-Man es un embrollo cortado y pegado, atormentado por [el] fantasma [de Edgar Wright], producido por una fábrica de perritos calientes de alta gama, por momentos vertiginosa y pasmosa." Joe Morgenstern de The Wall Street Journal dijo que es "una película que seguramente será popular, dado el poder publicitario de Marvel, pero una que lamentablemente carece de coherencia y originalidad." Christopher Orr de The Atlantic dijo, "Es difícil librarse de la sensación de que la película fue montada con apuro y cierto azar. Lo cual, a partir de toda la evidencia disponible, es exactamente lo que pasó."

### Premios y nominaciones
En diciembre de 2015, la Academia de Artes y Ciencias Cinematográficas colocó a Ant-Man en su lista de posibles nominadas al Óscar a los mejores efectos visuales en los 88.º Premios Óscar, pero finalmente no quedó nominada al premio.
| Año  | Premio                                            | Categoría                                        | Receptor(es)                                            | Resultado | Ref(s)  |
| ---- | ------------------------------------------------- | ------------------------------------------------ | ------------------------------------------------------- | --------- | ------- |
| 2015 | Teen Choice Awards                                | Mejor actor                                      | Paul Rudd                                               | Nominado  | [ 232 ] |
| 2015 | Teen Choice Awards                                | Mejor actriz                                     | Evangeline Lilly                                        | Nominada  | [ 232 ] |
| 2016 | Premios de la Crítica Cinematográfica             | Mejor actor de acción                            | Paul Rudd                                               | Nominado  | [ 233 ] |
| 2016 | Premios de los Editores de Cine de Estados Unidos | Comedia musical mejor editada                    | Dan Lebental y Colby Parker Jr.                         | Nominados | [ 234 ] |
| 2016 | Premios BAFTA                                     | Mejores efectos visuales                         | Jake Morrison, Greg Steele, Dan Sudick y Alex Wuttke    | Nominados | [ 235 ] |
| 2016 | Visual Effects Society Awards                     | Mejor entorno creado en una película fotorreal   | Florian Witzel, Taylor Shaw, Alexis Hall, Heath Kraynak | Nominados | [ 236 ] |
| 2016 | Visual Effects Society Awards                     | Mejor fotografía visual en un proyecto fotorreal | James Baker, Alex Kahn, Thomas Luff, Rebecca Baehler    | Nominados | [ 236 ] |
| 2016 | Kids' Choice Awards                               | Película favorita                                | Ant-Man                                                 | Nominada  | [ 237 ] |
| 2016 | Premios Saturn                                    | Mejor película basada en un cómic                | Ant-Man                                                 | Ganadora  | [ 238 ] |
| 2016 | Premios Saturn                                    | Mejor actor de reparto                           | Michael Douglas                                         | Nominado  | [ 238 ] |
| 2016 | Premios Saturn                                    | Mejor actriz de reparto                          | Evangeline Lilly                                        | Nominada  | [ 238 ] |
| 2016 | Premios Saturn                                    | Mejor actor                                      | Paul Rudd                                               | Nominado  | [ 238 ] |
| 2016 | Premios Saturn                                    | Mejor director                                   | Peyton Reed                                             | Nominado  | [ 238 ] |
| 2016 | Premios Saturn                                    | Mejor montaje                                    | Dan Lebental, Colby Parker Jr.                          | Nominados | [ 238 ] |
| 2016 | Premios Empire                                    | Mejor comedia                                    | Ant-Man                                                 | Nominada  | [ 239 ] |
| 2016 | Premios Empire                                    | Mejores efectos visuales                         | Ant-Man                                                 | Nominada  | [ 239 ] |
| 2016 | MTV Movie Awards                                  | Mejor héroe                                      | Paul Rudd                                               | Nominado  | [ 240 ] |
| 2016 | Golden Trailer Awards                             | Mejor aventura de fantasía                       | "Control"                                               | Nominada  | [ 241 ] |
| 2016 | Golden Trailer Awards                             | Mejor spot televisivo de aventura de fantasía    | "Operation Online"                                      | Nominado  | [ 241 ] |

## Secuela
Una secuela, Ant-Man and the Wasp, se estrenó el 6 de julio de 2018, con Reed nuevamente como director. Los guionistas de producción Barrer y Ferrari también regresan para escribir el guion con Rudd, Chris McKenna y Erik Sommers. Rudd, Lilly, Cannavale, Peña, Harris, Greer, Dastmalchian, Fortson y Douglas repiten sus papeles de Ant-Man, y se suman Michelle Pfeiffer, Laurence Fishburne, Hannah John-Kamen, Randall Park y Walton Goggins como Janet van Dyne, Bill Foster, Fantasma, Jimmy Woo, y Sonny Burch, respectivamente.